# Nacagsürengijn Dzolboo
Nacagsürengijn Dzolboo (mong. Нацагсүрэнгийн Золбоо; ur. 14 grudnia 1990) – mongolski zapaśnik w stylu wolnym. Zajął siódme miejsce na igrzyskach azjatyckich w 2018. Srebrny medalista w mistrzostw Azji w 2014 i brązowy w 2011, 2016, 2017 i 2018. Zajął piąte miejsce na mistrzostwach świata w 2017. Szósty w Pucharze Świata w 2017 i 2018 roku.